# بارتون لو کلی
بارتون لو کلی (به انگلیسی: Barton-le-Clay) یک روستا و محله مدنی در بریتانیا است که در سنترال بدفوردشر واقع شده‌است. بارتون لو کلی ۵٬۰۰۰ نفر جمعیت دارد.